# Брович, Казимеж
Кази́меж Бро́вич (пол. Kazimierz Browicz, 1925—2009) — польский ботаник, специалист по систематике семейств Бобовые и Розовые.

## Биография
Казимеж Брович родился 17 декабря 1925 года в Ченстохове. Учился в школе в родном городе. В 1942 году родители и сестра Казимежа были арестованы гестапо и отправлены в лагеря смерти (мать погибла в Майданеке, отец — в Освенциме, сестре удалось выжить). Сам он был депортирован в Австрию и принуждён к труду. В 1943 году бежал в Варшаву, где скрывался под чужим именем. Некоторое время он работал в службе пожаротушения. После восстания в Варшаве в 1944 году он попал в транзитный лагерь, откуда бежал в Ченстохову. Там он скрывался до конца войны.
В 1945 году Брович окончил школу и поступил на факультет сельского хозяйства и лесоводства Познанского университета. В 1949 году он получил степень магистра наук по лесоводству. С 1947 года Казимеж работал ассистентом в Отделению по изучению деревьев и леса Курницкого фонда. После окончания университета он переехал в Познань, где работал ассистентом в отделении ботаники и фитопатологии. В 1951 году он назначен доцентом. После 1956 года он снова работал в Курнике в отделении дендрологии и помологии Польской академии наук.
В 1959 году Брович получил степень доктора философии в Познане, в 1963 году стал доцентом Познанского университета. С 1964 года он работал доцентом в Курнике, в 1965 году возглавил Лабораторию систематики и географии. В 1970 году он получил степень адъюнкт-профессора, в 1978 году — полного профессора.
С 1983 года Казимеж Брович являлся членом-корреспондентом Польской академии наук, в 1998 году был избран её действительным членом.
Брович был автором множества разделов монографии флоры Ближнего Востока Flora Iranica.
В 1991 году Казимеж Брович ушёл на пенсию. 10 июня 2009 года он скончался.

## Некоторые научные работы
- Alwin S.; Browicz K.; Hellwig Z. et al. Drzewoznawstwo. — Warzawa, 1955. — 797 p.
- Browicz K. The Genus Colutea L.. — 1963. — 164 p.
- Browicz K.; Bugała W. Drzewoznawstwo. — Warszawa, 1965. — 234 p.
- Browicz K. = Брович К. Atlas rozmieszczenia drzew i krzewow w Polsce = Atlas of distribution of trees and shrubs in Poland = Атлас размещения деревьев и кустарников в Польше. — Познань, 1963—1981.  (пол.) (англ.) (рус.)

## Некоторые виды растений, названные в честь К. Бровича
- Betula browicziana Güner, 1985
- Cotoneaster browiczii J.Fryer & B.Hylmö, 2009
- Micromeria browiczii Ziel. & Kit Tan, 2001
- Pyrus browiczii Mulk., 1969